# キリング・ゾーイ
『キリング・ゾーイ』（Killing Zoe）は、1993年のアメリカ合衆国・フランス合作の犯罪アクション映画。ビデオ邦題は『キリング・ゾーイ/破滅への銃弾』。

## 概要
ロジャー・エイヴァリーの初監督映画。クレジットに製作総指揮としてクエンティン・タランティーノの名があるが、タランティーノ関連本によると、監督の旧友というよしみで名前を貸しただけで、実は全くと言って良い程作品には関与していないという。

### 影響受けた映画
なお、銀行襲撃シーンでの動物（ねずみ、犬、他）等のマスクをかぶるアイデアは、同じく85年のノワールバイオレンス映画、アンジェイ・ズラウスキー監督の『狂気の愛』がモチーフになっている。エイヴァリー曰くフランスのノワール、アクション、スリラー系は全て見まくったと豪語している。

## あらすじ
アメリカ人のゼッドはある日、パリを訪れた。パリに着いたその晩、ゼッドはゾーイというコールガールを買うが、彼女は昼は銀行員、夜は娼婦として働く2つの顔を持つ女だった。
ゼッドがゾーイとセックスした後、ゼッドの元を友人のエリックが訪ねて来る。実はゼッドは凄腕の金庫破りで、エリックは仲間達と共に計画していた大銀行襲撃計画にゼッドを誘った。翌日、ゼッドとエリックを含む7人の男たちは、パリの銀行を襲うが、人質のなかに昨夜セックスした女のゾーイが含まれていた。

## キャスト
※括弧内は日本語吹替
- ゼッド - エリック・ストルツ（原康義）
- ゾーイ - ジュリー・デルピー（日野由利加）
- エリック - ジャン＝ユーグ・アングラード（二又一成）
- オリヴァー - ゲイリー・ケンプ（英語版）（目黒光祐）
- クロード - サルヴァトール・ゼレブ（坂口哲夫）
- リカルド - ブルース・ラムゼイ（英語版）（石井康嗣）
- フランソワ - タイ・サイ（高木渉）
- ジャン - カリオ・セイラム（英語版）（辻親八）

## その後の評価
アメリカでは興行成績や評価はあまり良くなかったものの、ポール・バーホーベン監督の『ショーガール』同様、一部ではカルト的な人気を誇っている 。
日本でも公開当時の評価は決して高くはなかったが、2014年12月にワーナー・ブラザース・ホームエンターテイメントよりディレクターズカット版のDVDとBlu-rayが発売された。

## その後の展開
なお、その関連書によると同監督とは後に仲違いしたという。また、出演したジュリー・デルピーも、その後タランティーノがハリウッドで地位が上がり持てはやされてからの態度の変化を批判する発言をしている。